# Gran Premio degli Stati Uniti d'America-Ovest 1976
Il Gran Premio degli Stati Uniti d'America-Ovest 1976 è stata la terza prova della stagione 1976 del Campionato mondiale di Formula 1. Si è corsa domenica 28 marzo 1976 sul Circuito di Long Beach. La gara è stata vinta dallo svizzero Clay Regazzoni su Ferrari; per il vincitore si trattò del quarto successo nel mondiale. Ha preceduto sul traguardo l'austriaco Niki Lauda, anch'egli su Ferrari e il francese Patrick Depailler su Tyrrell-Ford Cosworth. Regazzoni conquistò l'unico Grand Chelem della sua carriera nel mondiale di F1, ottenendo pole position, giro veloce, vittoria e conducendo la gara per tutti i giri.
Il gran premio venne premiato col Race Promoters' Trophy, per la miglior organizzazione della stagione.

## Vigilia

### Aspetti tecnici
Per la prima volta il mondiale di F1 utilizzò il circuito cittadino di Long Beach, città sobborgo di Los Angeles, che era già stato testato, l'anno precedente, dal campionato statunitense di Formula 5000, con una gara vinta da Brian Redman. Per la prima volta, dopo 16 anni, una stessa nazione avrebbe ospitato due gran premi validi per il mondiale nello stesso anno: l'ultima volta erano stati proprio gli Stati Uniti con il gran premio nazionale e l'ultima edizione della 500 Miglia di Indianapolis ricompresa nel calendario iridato. Il gran premio venne definito, per tale ragione, Gran Premio degli Stati Uniti-Ovest, per distinguerlo da quello in programma al Glen il 10 ottobre 1976. La gara venne anche denominata Gran Premio di Long Beach.
I pareri dei piloti in merito alla qualità del tracciato furono difformi. Il campione del mondo in carica, Niki Lauda, pronosticò che la gara sarebbe stata più ricca d'incidenti rispetto al Gran Premio di Monaco e più dura per le vetture, ma più semplice per i piloti. Emerson Fittipaldi apprezzò molto il tracciato, mentre Jacques Laffite e Patrick Depailler furono di parere opposto.
Il tracciato, lungo 3,251 km, venne stimato con una velocità media di 140 km/h e una massima di 270 km/h. Il circuito venne leggermente modificato rispetto alla gara di F5000, con l'aggiunta di marciapiedi che variarono il raggio delle curve, rallentando la marcia delle vetture. L'intera pista era fiancheggiata da guardrail in blocchi cemento, per una lunghezza di oltre 5 miglia. Ogni blocco di cemento, alto 4 metri, pesava circa 400 tonnellate; in cima era fissata una rete di protezione, alta mezzo metro. Proprio per la sua natura di circuito cittadino si decise di ammettere al via solo 20 vetture.
Gli organizzatori, capeggiati da Christopher Pook, tra cui vi erano anche Dan Gurney e Phil Hill, spesero oltre mezzo milione di dollari per allestire il tracciato e ottennero un accordo di sei anni per l'effettuazione della gara. Hill fu anche indicato come direttore di corsa. Una lunga lista di ex assi del volante venne contattata per promuovere l'evento: Dennis Hulme, Jack Brabham, e Juan Manuel Fangio.

### Aspetti sportivi
La Copersucar tornò a presentare una seconda vettura, ancora affidata a Ingo Hoffmann; così fece anche la Surtees con Alan Jones, che mancava dal Gran Premio di Germania 1975, quando venne fatto correre dalla Hill. Altro ritorno quello dell'italiano Arturo Merzario, che mancava dal Gran Premio d'Italia 1975, al volante di una March privata, gestita dall'Ovoro Team March.

## Qualifiche

### Resoconto
Nella prima sessione di prove il tempo migliore venne fatto da James Hunt, che precedette il duo della Ferrari Clay Regazzoni-Niki Lauda. Le alte temperature e la condizione di circuito cittadino, con grossi saliscendi e curve lente, provocarono dei problemi ai piloti nella ricerca della migliore conformazione della vettura. Molte vetture soffrirono problemi di carburazione. Arturo Merzario fu protagonista di un incidente senza conseguenze. Nella seconda sessione del primo giorno il tempo più rapido fu segnato da Patrick Depailler, su Tyrrell-Ford Cosworth. Il francese venne premiato dal suo stile di guida, che prevedeva il taglio dei marciapiedi.
Nella seconda giornata Clay Regazzoni conquistò la pole, la quinta nella carriera nel mondiale di F1 (essa fu anche l'ottantesima per la Scuderia Ferrari). Lo svizzero fu seguito in prima fila da Patrick Depailler, che solo negli ultimi minuti riuscì a conquistare il piazzamento, anche per problemi all'avviamento. La seconda fila venne conquistata da James Hunt e Niki Lauda, che nelle parti iniziali delle prove aveva comandato la classifica dei tempi. Carlos Reutemann su Brabham-Alfa Romeo perse uno pneumatico all'uscita dai box. Nel corso delle qualifiche Lauda toccò i 288 km/h.

### Risultati
Nella sessione di qualifica si è avuta questa situazione:
| Pos | Nº | Pilota             | Costruttore                 | Tempo    | Griglia |
| --- | -- | ------------------ | --------------------------- | -------- | ------- |
| 1   | 2  | Clay Regazzoni     | Ferrari                     | 1'23"099 | 1       |
| 2   | 4  | Patrick Depailler  | Tyrrell-Ford Cosworth       | 1'23"292 | 2       |
| 3   | 11 | James Hunt         | McLaren-Ford Cosworth       | 1'23"420 | 3       |
| 4   | 1  | Niki Lauda         | Ferrari                     | 1'23"647 | 4       |
| 5   | 16 | Tom Pryce          | Shadow-Ford Cosworth        | 1'23"677 | 5       |
| 6   | 10 | Ronnie Peterson    | March-Ford Cosworth         | 1'24"157 | 6       |
| 7   | 17 | Jean-Pierre Jarier | Shadow-Ford Cosworth        | 1'24"163 | 7       |
| 8   | 9  | Vittorio Brambilla | March-Ford Cosworth         | 1'24"168 | 8       |
| 9   | 28 | John Watson        | Penske-Ford Cosworth        | 1'24"170 | 9       |
| 10  | 7  | Carlos Reutemann   | Brabham-Alfa Romeo          | 1'24"265 | 10      |
| 11  | 3  | Jody Scheckter     | Tyrrell-Ford Cosworth       | 1'24"344 | 11      |
| 12  | 26 | Jacques Laffite    | Ligier-Matra                | 1'24"442 | 12      |
| 13  | 8  | Carlos Pace        | Brabham-Alfa Romeo          | 1'24"472 | 13      |
| 14  | 12 | Jochen Mass        | McLaren-Ford Cosworth       | 1'24"541 | 14      |
| 15  | 27 | Mario Andretti     | Parnelli-Ford Cosworth      | 1'24"566 | 15      |
| 16  | 30 | Emerson Fittipaldi | Copersucar-Ford Cosworth    | 1'24"779 | 16      |
| 17  | 22 | Chris Amon         | Ensign-Ford Cosworth        | 1'24"803 | 17      |
| 18  | 34 | Hans-Joachim Stuck | March-Ford Cosworth         | 1'25"122 | 18      |
| 19  | 19 | Alan Jones         | Surtees-Ford Cosworth       | 1'25"214 | 19      |
| 20  | 6  | Gunnar Nilsson     | Lotus-Ford Cosworth         | 1'25"277 | 20      |
| NQ  | 21 | Michel Leclère     | Wolf-Williams-Ford Cosworth | 1'25"436 | NQ      |
| NQ  | 31 | Ingo Hoffmann      | Copersucar-Ford Cosworth    | 1'25"557 | NQ      |
| NQ  | 35 | Arturo Merzario    | March-Ford Cosworth         | 1'25"737 | NQ      |
| NQ  | 5  | Bob Evans          | Lotus-Ford Cosworth         | 1'25"890 | NQ      |
| NQ  | 20 | Jacky Ickx         | Wolf-Williams-Ford Cosworth | 1'26"528 | NQ      |
| NQ  | 24 | Harald Ertl        | Hesketh-Ford Cosworth       | 1'26"824 | NQ      |
| NQ  | 18 | Brett Lunger       | Surtees-Ford Cosworth       | 1'26"828 | NQ      |

## Gara

### Resoconto
Alla partenza Clay Regazzoni partì bene e prese la testa, davanti a James Hunt che era riuscito a passare Patrick Depailler dopo una bella lotta al via; quarto era il compagno di scuderia di Regazzoni, Niki Lauda. Uscendo dalla prima curva, Vittorio Brambilla chiuse Carlos Reutemann contro il muro; entrambi furono costretti al ritiro. Poi sul rettilineo del Porto Gunnar Nilsson della Lotus ruppe la sospensione, finì a muro a 250 km/h, ma per fortuna uscì incolume dall'abitacolo. Sempre nel corso del primo giro Depailler sfruttò un errore nel cambio della marcia di Hunt, riuscendo a ripassarlo. Al terzo giro John Watson, decimo, tamponò la Ligier di Laffite, rompendo il musetto della sua Penske. Laffite fu mandato in testacoda dalla collisione e scese dalla nona alla quattordicesima posizione.
Al giro 4, Hunt era dietro Depailler in lotta per il secondo posto. Cercò di buttarsi dentro la Tyrrell alla curva subito prima del rettilineo di ritorno, ma Depailler chiuse la porta, forzando Hunt a passare largo a sinistra. Quando uscirono dalla curva affiancati, Depailler si mise in mezzo alla pista accompagnando la McLaren sulle barriere. Hunt uscì dalla vettura da solo, certo che non fosse più in grado di ripartire; mostrò il pugno a Depailler ogni qualvolta il francese ripassava sul punto della collisione. Dopo la gara, i meccanici della McLaren andarono a riprendere la vettura e furono capaci di guidarla fino ai box.
Nel frattempo Lauda superò Depailler prendendosi la seconda posizione, sette secondi dietro a Regazzoni, che sembrava oramai irraggiungibile. La classifica vedeva ora, dietro al duo di Maranello, Depailler, Tom Pryce, Ronnie Peterson, Jody Scheckter e Jean-Pierre Jarier. Nel sesto giro Peterson attaccò Pryce, senza però riuscire a passarlo. La battaglia fra i due favorì Scheckter, che si ritrovò così quarto.
L'italoamericano Mario Andretti era stato capace di passare in nona posizione, dalla quindicesima di partenza, con la sua Parnelli VPJ 4B-Ford, facendo segnare anche in giro veloce in quei primi frangenti di corsa, ma la sua gara terminò quando il motore cominciò a perdere acqua (sebbene Andretti continuò fino al giro 15 quando oramai il suo motore era fuso).

 Questa sarebbe stata l'ultima apparizione per la vettura americana Vel's-Parnelli. In tre stagioni, aveva corso per 16 gare, con Mario quale suo unico pilota. Prima del ritiro nella sua gara di Long Beach, Andretti fu avvicinato da un giornalista che gli chiese: " Cosa pensa della sua ultima gara in Formula 1? " Andretti replicò, " Ma che stai dicendo?" The il giornalista aggiunse, " È ciò che mi ha detto Vel (Miletich)." Andretti rispose, " Sarà il suo di ultimo, non il mio."
 Andretti terminò la sua relazione con Miletich e Parnelli Jones quel giorno, ma la mattina seguente, per caso, incontrò il capo della Lotus Colin Chapman per colazione in un bar di Long Beach, dove i due siglarono un accordo. Nella stagione seguente, con Andretti al volante della rivoluzionaria Lotus 78, i due avrebbero vinto gare e conquistato, ovviamente, il titolo.

Nello stesso momento del ritiro di Andretti, Patrick Depailler fu autore di un testacoda, che gli costò diverse posizioni, fino a retrocedere al settimo posto.
In testa Regazzoni guidava con 13 secondi di margine su Lauda, che a sua volta precedeva Jody Scheckter e Tom Pryce. Al giro 20 Depailler superò Jean-Pierre Jarier e, sei giri dopo, anche Ronnie Peterson. Grazie alla rottura della trasmissione di Pryce e il problema al mozzo anteriore del suo compagno alla Tyrrell Scheckter, il francese recuperò al 34º giro la terza posizione. Coduceva sempre Regazzoni, davanti a Lauda, Depailler, Peterson, Jarier e Mass. Peterson, penalizzato da un impianto frenante ormai fuori uso, è costretto a una sosta ai box che lo fece cadere in decima posizione.
In settima posizione si trovava il rimontante Jacques Laffite su Ligier-Matra, che passò anche Jochen Mass al 45º giro (il tedesco della McLaren scontava un problema al cambio), e Jarier il giro dopo. Al 56º Jarier fu a cedere strada a Mass, a causa della terza marcia non funzionante.
A 20 giri dal termine, Lauda scontò problemi al cambio e decise che era meglio non forzare per attaccare Regazzoni. Jarier scese al sesto posto dietro Mass, il francese scontava sempre problemi al cambio. Al penultimo giro Jarier, con ormai solo prima e quinta marcia, fu superato anche da Fittipaldi.
Regazzoni colse la quarta vittoria iridata, completando un grand chelem  con pole, giro più veloce e in testa dal primo all'ultimo giro. Lauda fu secondo (a 42 secondi) con Depailler che completò il podio. A punti per la prima volta la Ligier con Laffite e Emerson Fittipaldi con la sua vettura.
Il primo Gran Premio a Long Beach è un successo, tanto che l'ex manager di scuderia Rob Walker affermò, "penso che la creazione di un GP a Long Beach è il più grande successo per gli sport motoristi nel decennio."

### Risultati
I risultati del gran premio sono i seguenti:
| Pos | No | Pilota             | Costruttore                 | Giri | Tempo/Ritiri               | Pos.Griglia | Punti |
| --- | -- | ------------------ | --------------------------- | ---- | -------------------------- | ----------- | ----- |
| 1   | 2  | Clay Regazzoni     | Ferrari                     | 80   | 1:53'18"471                | 1           | 9     |
| 2   | 1  | Niki Lauda         | Ferrari                     | 80   | + 42"414                   | 4           | 6     |
| 3   | 4  | Patrick Depailler  | Tyrrell-Ford Cosworth       | 80   | + 49"972                   | 2           | 4     |
| 4   | 26 | Jacques Laffite    | Ligier-Matra                | 80   | + 1'12"828                 | 12          | 3     |
| 5   | 12 | Jochen Mass        | McLaren-Ford Cosworth       | 80   | + 1'22"292                 | 14          | 2     |
| 6   | 30 | Emerson Fittipaldi | Copersucar-Ford Cosworth    | 79   | + 1 Giro                   | 16          | 1     |
| 7   | 17 | Jean-Pierre Jarier | Shadow-Ford Cosworth        | 79   | + 1 Giro                   | 7           |       |
| 8   | 22 | Chris Amon         | Ensign-Ford Cosworth        | 78   | +2 Giri                    | 17          |       |
| 9   | 8  | Carlos Pace        | Brabham-Alfa Romeo          | 77   | + 3 Giri                   | 13          |       |
| 10  | 10 | Ronnie Peterson    | March-Ford Cosworth         | 77   | + 3 Giri                   | 6           |       |
| NC  | 19 | Alan Jones         | Surtees-Ford Cosworth       | 70   | Non classificato           | 19          |       |
| NC  | 28 | John Watson        | Penske-Ford Cosworth        | 69   | Non classificato           | 9           |       |
| Rit | 3  | Jody Scheckter     | Tyrrell-Ford Cosworth       | 34   | Sospensione                | 11          |       |
| Rit | 16 | Tom Pryce          | Shadow-Ford Cosworth        | 32   | Trasmissione               | 5           |       |
| Rit | 27 | Mario Andretti     | Parnelli-Ford Cosworth      | 15   | Perdita d'acqua            | 15          |       |
| Rit | 11 | James Hunt         | McLaren-Ford Cosworth       | 3    | Incidente                  | 3           |       |
| Rit | 34 | Hans-Joachim Stuck | March-Ford Cosworth         | 2    | Incidente                  | 18          |       |
| Rit | 9  | Vittorio Brambilla | March-Ford Cosworth         | 0    | Collisione con C.Reutemann | 20          |       |
| Rit | 7  | Carlos Reutemann   | Brabham-Alfa Romeo          | 0    | Collisione con V.Brambilla | 10          |       |
| Rit | 6  | Gunnar Nilsson     | Lotus-Ford Cosworth         | 0    | Sospensione                | 8           |       |
| NQ  | 21 | Michel Leclère     | Wolf-Williams-Ford Cosworth |      |                            |             |       |
| NQ  | 31 | Ingo Hoffmann      | Copersucar-Ford Cosworth    |      |                            |             |       |
| NQ  | 35 | Arturo Merzario    | March-Ford Cosworth         |      |                            |             |       |
| NQ  | 5  | Bob Evans          | Lotus-Ford Cosworth         |      |                            |             |       |
| NQ  | 20 | Jacky Ickx         | Wolf-Williams-Ford Cosworth |      |                            |             |       |
| NQ  | 24 | Harald Ertl        | Hesketh-Ford Cosworth       |      |                            |             |       |
| NQ  | 18 | Brett Lunger       | Surtees-Ford Cosworth       |      |                            |             |       |

## Statistiche
Piloti
- 4ª vittoria per Clay Regazzoni
- 5ª e ultima pole position per Clay Regazzoni
- 20° podio per Clay Regazzoni

Costruttori
- 61° vittoria per la Ferrari
- 80ª pole position per la Ferrari
- Ultimo Gran Premio per la Parnelli

Motori
- 61° vittoria per il motore Ferrari
- 80° pole position per il motore Ferrari

Giri al comando
- Clay Regazzoni (1-80)

## Classifiche

### Piloti
| Pos | Pilota             | Punti |
| --- | ------------------ | ----- |
| 1   | Niki Lauda         | 24    |
| 2   | Patrick Depailler  | 10    |
| 3   | Clay Regazzoni     | 9     |
| 4   | Jochen Mass        | 7     |
| 5   | James Hunt         | 6     |
| 6   | Jody Scheckter     | 5     |
| 7   | Tom Pryce          | 4     |
| 8   | Hans-Joachim Stuck | 3     |
| 9   | Jacques Laffite    | 3     |
| 10  | John Watson        | 2     |
| 11  | Emerson Fittipaldi | 1     |
| 12  | Mario Andretti     | 1     |

### Costruttori
| Pos | Costruttore              | Punti |
| --- | ------------------------ | ----- |
| 1   | Ferrari                  | 27    |
| 2   | Tyrrell -Ford Cosworth   | 13    |
| 3   | McLaren-Ford Cosworth    | 9     |
| 4   | Shadow-Ford Cosworth     | 4     |
| 5   | March-Ford Cosworth      | 3     |
| 6   | Ligier-Matra             | 3     |
| 7   | Penske-Ford Cosworth     | 2     |
| 8   | Copersucar-Ford Cosworth | 1     |
| 9   | Parnelli-Ford Cosworth   | 1     |